# Eurocup Formula Renault 2.0 2010

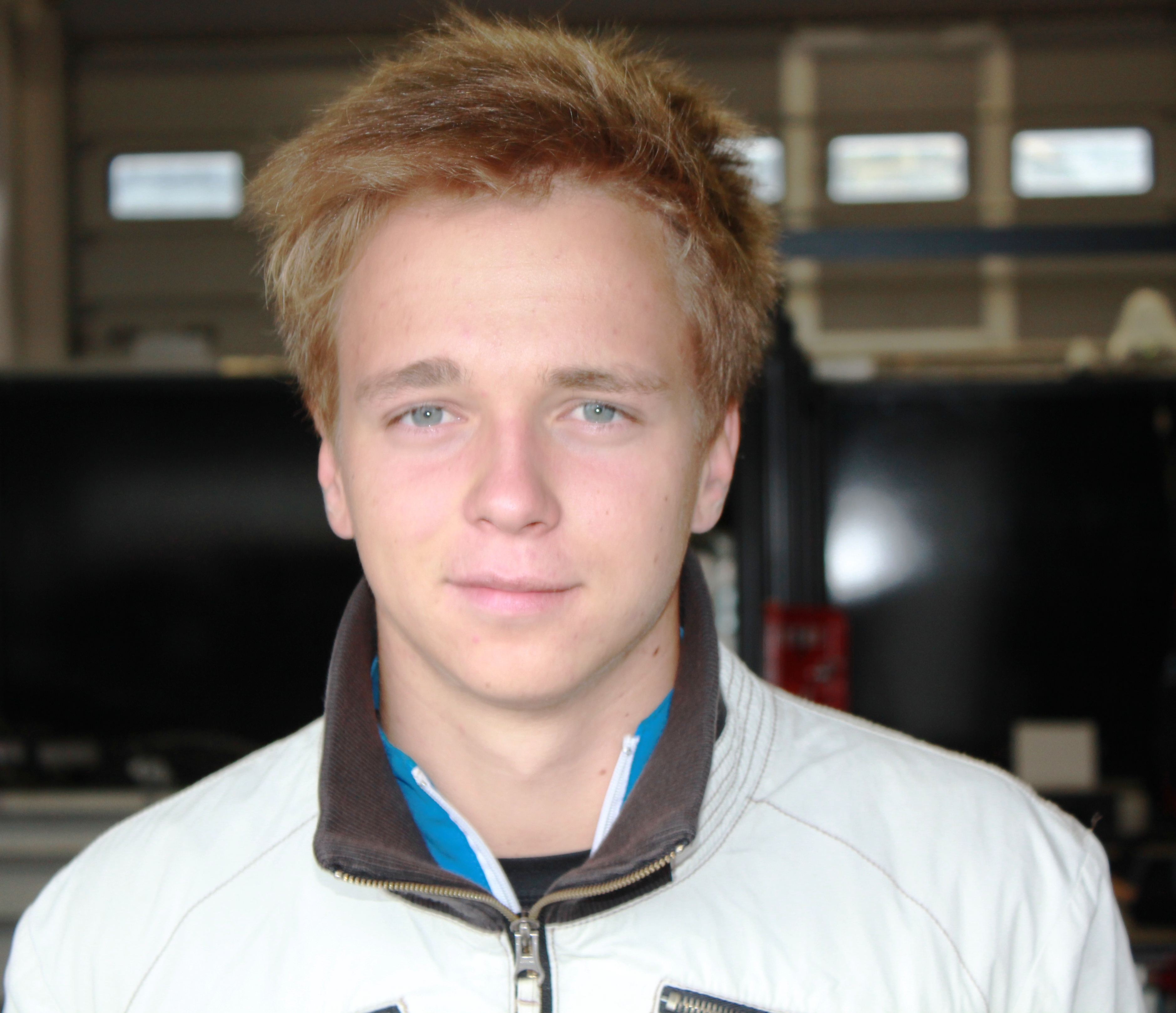
Kevin Korjus, champion de l'édition 2010 de l'Eurocup Formula Renault 2.0.

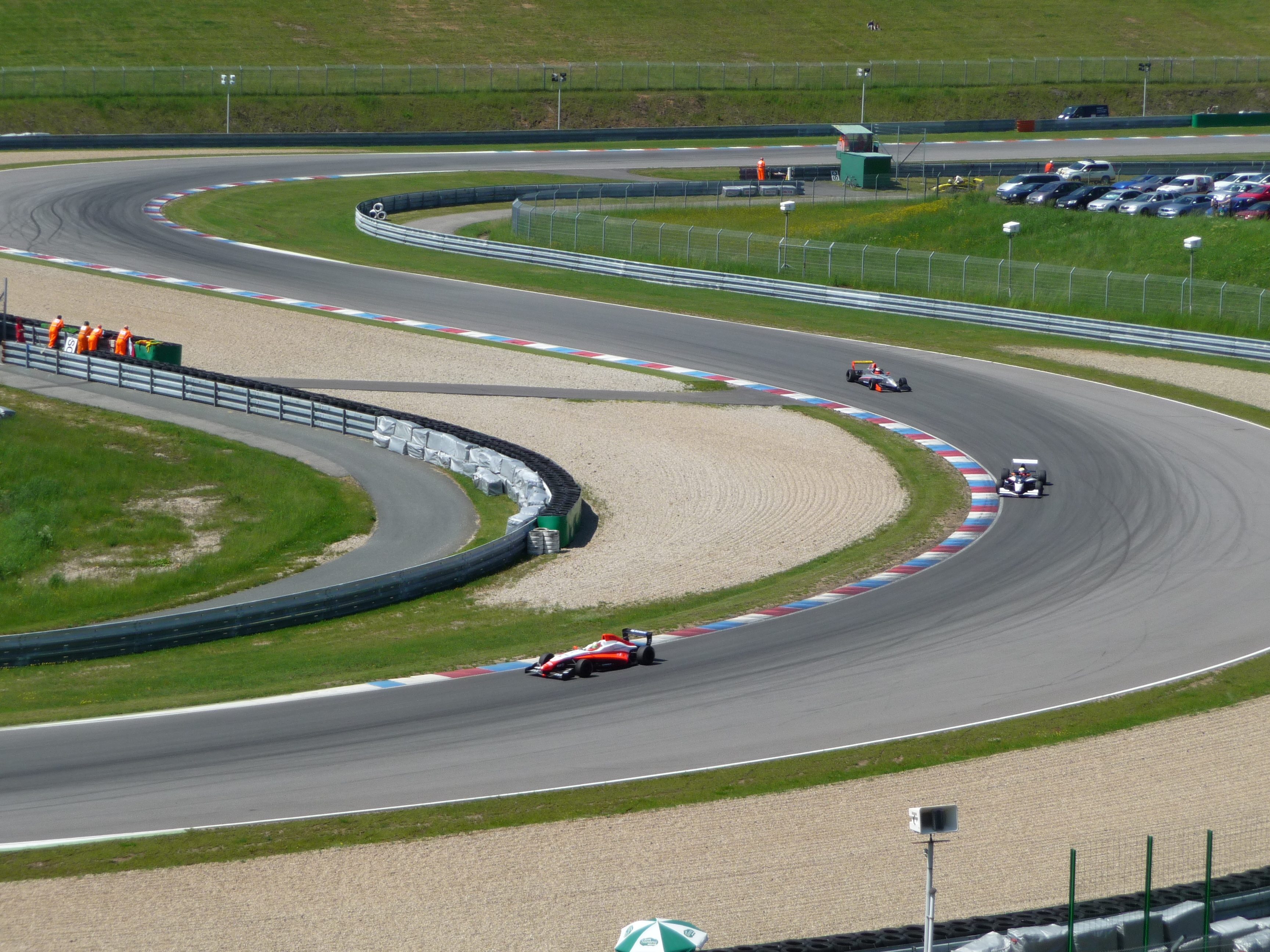
Luciano Bacheta (en arrière-plan) et Arthur Pic (en premier plan), respectivement 2 et 3 du classement final, en bagarre avec Alex Riberas à Brno.

La saison 2010 de l'Eurocup Formula Renault 2.0 se déroule au sein des World Series by Renault du 17 avril au 10 octobre 2010. La saison comprend huit meetings, où chaque course durent 30 minutes. Toutes les courses faisaient partie de la World Series by Renault.

## Historique
La saison 2010 de la discipline est entamé par une nouveauté avec l'introduction du châssis Barazi-Epsilon pour remplacer le châssis d'origine Tatuus, pilier de la Formula Renault 2.0 au cours des années 2000. Les deux premières courses de la saison disputées au Motorland Aragón ont été remportées par Kevin Korjus, pilote estonien issu de la Formula Renault 2.0 Northern European Cup. S'ensuivit une domination du début à la fin du protégé du Koiranen Bros. Motorsport, avec sept victoires supplémentaires au cours de la saison, devenant le plus jeune champion de la discipline à l'âge de 17 ans et 253 jours. Le titre a été acquis lors de l'avant-dernière épreuve à Silverstone, Korjus ne pouvant être rejoint au général à l'issue de la deuxième course du meeting britannique. Arthur Pic, un temps deuxième, se fait déloger de son titre de vice-champion par Luciano Bacheta à la suite d'une disqualification en Catalogne pour avoir omis d'observer une pénalité par un passage dans la ligne des stands après avoir coupé une chicane alors qu'il tentait de passer son coéquipier Carlos Sainz Jr., participant au meeting espagnol en tant qu'invité. Le trio de tête s'est octroyé 14 des 16 courses de la saison, les autres victoires revenant à Giovanni Venturini, cinquième, et Javier Tarancon, invité. À noter que ces derniers se sont engagés au sein d'Epsilon Euskadi.

## Engagés
J = Concurrents de la Classe Junior pour 2010
- Les invités sont listés en italique.

| Écurie                       | #  | Pilote                | Classe | Courses  |
| ---------------------------- | -- | --------------------- | ------ | -------- |
| Epsilon Euskadi              | 1  | Genís Olivé           | J      | 1–6, 8   |
| Epsilon Euskadi              | 1  | Carlos Sainz Jr.      |        | 7        |
| Epsilon Euskadi              | 2  | Miguel Otegui         | J      | 1–5      |
| Epsilon Euskadi              | 2  | Javier Tarancón       |        | 6–8      |
| Epsilon Euskadi              | 3  | Giovanni Venturini    |        | Tous     |
| Epsilon Euskadi              | 4  | Alex Riberas          | J      | Tous     |
| Tech 1 Racing                | 5  | Arthur Pic            |        | Tous     |
| Tech 1 Racing                | 6  | Hugo Valente          | J      | Tous     |
| Tech 1 Racing                | 7  | Aaro Vainio           | J      | Tous     |
| Tech 1 Racing                | 66 | Carlos Sainz Jr.      | J      | 8        |
| MP Motorsport                | 9  | Karl-Oscar Liiv       | J      | 1–2, 5–8 |
| MP Motorsport                | 10 | Daniël de Jong        | J      | Tous     |
| MP Motorsport                | 30 | Kalle Kulmanen        | J      | Tous     |
| Krenek Motorsport            | 11 | Adam Kout             |        | 2–5      |
| Krenek Motorsport            | 11 | Richard Gonda         |        | 7        |
| Krenek Motorsport            | 11 | Giulio Glorioso       |        | 8        |
| Krenek Motorsport            | 14 | Jakub Knoll           |        | 2–8      |
| Cram Competition             | 16 | Henrique Martins      | J      | 1–5      |
| Cram Competition             | 16 | Pedro Quesada         |        | 8        |
| Cram Competition             | 17 | André Negrão          | J      | Tous     |
| Interwetten Junior Team      | 18 | Luciano Bacheta       |        | Tous     |
| Interwetten Junior Team      | 19 | Craig Reiff           |        | 1–2      |
| Interwetten Junior Team      | 19 | Sandro Lukovic        |        | 3–8      |
| Interwetten Junior Team      | 65 | Federico Scionti      |        | 7        |
| Interwetten Junior Team      | 65 | Christof von Grünigen |        | 8        |
| One Racing                   | 22 | Jordan Oakes          |        | 1–3      |
| One Racing                   | 23 | Daniel Mancinelli     |        | 1–2      |
| Koiranen Bros. Motorsport    | 26 | Bart Hylkema          |        | Tous     |
| Koiranen Bros. Motorsport    | 27 | Miki Weckström        | J      | Tous     |
| Koiranen Bros. Motorsport    | 28 | Kevin Korjus          | J      | Tous     |
| Koiranen Bros. Motorsport    | 29 | Jukka Honkavuori      |        | 1–6      |
| Koiranen Bros. Motorsport    | 29 | Jesse Laine           |        | 7        |
| Koiranen Bros. Motorsport    | 29 | Daniil Kvyat          |        | 8        |
| Boetti Racing Team           | 31 | Brice Bosi            |        | Tous     |
| Manor Competition            | 51 | Will Stevens          |        | 5        |
| Atech Grand Prix             | 57 | Tamás Pál Kiss        |        | 5        |
| Atech Grand Prix             | 58 | Nick Yelloly          |        | 5        |
| Atech Grand Prix             | 59 | Marlon Stockinger     |        | 5        |
| Team Firstair                | 60 | Ivan Lukashevich      |        | 5        |
| Team Firstair                | 60 | Liroy Stuart          |        | 7        |
| Team Firstair                | 61 | Rio Haryanto          | J      | 5        |
| Team Firstair                | 61 | Richard Singleton     |        | 7        |
| SL Formula Racing            | 62 | Kevin Mirocha         |        | 6        |
| KEO Racing                   | 63 | Ludwig Ghidi          | J      | 6        |
| Kochanski Motorsport Project | 64 | Jakub Śmiechowski     |        | 6, 8     |

## Règlement sportif
- Chaque week-end de compétition comporte deux courses.
- Les pilotes seront distribués dans deux groupes de qualification (A et B) ayant chacun 20 minutes de session. La grille de départ de la première course est déterminé en fonction du meilleur temps du pilote. En ce qui concerne la deuxième course, les seconds meilleurs temps des pilotes détermineront la grille de départ.
- L'attribution des points s'effectue selon le barème 15, 12, 10, 8, 6, 5, 4, 3, 2, 1 dans les deux courses du week-end
- Afin de réduire les coûts, mais aussi pour donner plus d'impact aux championnats nationaux, aucun pilote ne sera en mesure de participer à un autre championnat de Formula Renault 2.0. En plus de la discipline principale qu'est l'Eurocup Formula Renault 2.0, un pilote sera autorisé à participer à deux meetings supplémentaires dans le championnat de Formula Renault 2.0 de son choix. Les équipes seront toutefois en mesure d'entrer une seule voiture dans plusieurs championnats.
- Un maximum de 32 monoplaces est accepté en Eurocup Formula Renault 2.0, avec une limite de quatre voitures par équipe. Lors de la sélection des équipes, le comité organisateur donnera la priorité aux équipes ayant déjà une expérience en Formula Renault 2.0, ou dans l'un des championnats de la World Series by Renault.
- Le vainqueur de l'Eurocup Formula Renault 2.0 recevra une subvention de 500 000 € pour financer sa participation à l'édition suivante de la Formula Renault 3.5 Series.

## Courses de la saison 2010
| Manche | Manche | Circuit                           | Date         | Pole Position | Meilleur tour    | Vainqueur          | Écurie                    |
| ------ | ------ | --------------------------------- | ------------ | ------------- | ---------------- | ------------------ | ------------------------- |
| 1      | R1     | Circuit Motorland Aragon, Alcañiz | 17 avril     | André Negrão  | Luciano Bacheta  | Kevin Korjus       | Koiranen Bros. Motorsport |
| 1      | R2     | Circuit Motorland Aragon, Alcañiz | 18 avril     | Arthur Pic    | Genís Olivé      | Kevin Korjus       | Koiranen Bros. Motorsport |
| 2      | R1     | Circuit de Spa-Francorchamps      | 1er mai      | Arthur Pic    | Arthur Pic       | Arthur Pic         | Tech 1 Racing             |
| 2      | R2     | Circuit de Spa-Francorchamps      | 2 mai        | Arthur Pic    | Kevin Korjus     | Kevin Korjus       | Koiranen Bros. Motorsport |
| 3      | R1     | Circuit Masaryk, Brno             | 5 juin       | Arthur Pic    | Arthur Pic       | Arthur Pic         | Tech 1 Racing             |
| 3      | R2     | Circuit Masaryk, Brno             | 6 juin       | Arthur Pic    | Arthur Pic       | Arthur Pic         | Tech 1 Racing             |
| 4      | R1     | Circuit de Nevers Magny-Cours     | 19 juin      | Arthur Pic    | Miki Weckström   | Kevin Korjus       | Koiranen Bros. Motorsport |
| 4      | R2     | Circuit de Nevers Magny-Cours     | 20 juin      | Arthur Pic    | Luciano Bacheta  | Giovanni Venturini | Epsilon Euskadi           |
| 5      | R1     | Hungaroring, Budapest             | 3 juillet    | Aaro Vainio   | Arthur Pic       | Arthur Pic         | Tech 1 Racing             |
| 5      | R2     | Hungaroring, Budapest             | 4 juillet    | Aaro Vainio   | Tamás Pál Kiss   | Luciano Bacheta    | Interwetten Junior Team   |
| 6      | R1     | Circuit d'Hockenheim              | 4 septembre  | Kevin Korjus  | Aaro Vainio      | Kevin Korjus       | Koiranen Bros. Motorsport |
| 6      | R2     | Circuit d'Hockenheim              | 5 septembre  | Kevin Korjus  | Aaro Vainio      | Kevin Korjus       | Koiranen Bros. Motorsport |
| 7      | R1     | Circuit de Silverstone            | 18 septembre | Kevin Korjus  | Carlos Sainz Jr. | Kevin Korjus       | Koiranen Bros. Motorsport |
| 7      | R2     | Circuit de Silverstone            | 19 septembre | Kevin Korjus  | Carlos Sainz Jr. | Javier Tarancón    | Epsilon Euskadi           |
| 8      | R1     | Circuit de Catalunya, Barcelone   | 9 octobre    | Kevin Korjus  | Kevin Korjus     | Kevin Korjus       | Koiranen Bros. Motorsport |
| 8      | R2     | Circuit de Catalunya, Barcelone   | 10 octobre   | Kevin Korjus  | Kevin Korjus     | Kevin Korjus       | Koiranen Bros. Motorsport |

## Classement des pilotes
| Classement | Pilote             | Pays               | Équipe                    | Nombre de points |
| ---------- | ------------------ | ------------------ | ------------------------- | ---------------- |
| 1er        | Kevin Korjus       | Estonie            | Koiranen Bros. Motorsport | 187              |
| 2e         | Luciano Bacheta    | Royaume-Uni        | Interwetten Junior Team   | 124              |
| 3e         | Arthur Pic         | France             | Tech 1 Racing             | 123              |
| 4e         | Aaro Vainio        | Finlande           | Tech 1 Racing             | 101              |
| 5e         | Giovanni Venturini | Italie             | Epsilon Euskadi           | 76               |
| 6e         | Bart Hykelma       | Pays-Bas           | Koiranen Bros. Motorsport | 64               |
| 7e         | Génis Olivé        | Espagne            | Epsilon Euskadi           | 62               |
| 8e         | Alex Riberas       | Espagne            | Epsilon Euskadi           | 55               |
| 9e         | Daniël de Jong     | Pays-Bas           | MP Motorsport             | 48               |
| 10e        | Jukka Honkavuori   | Finlande           | Koiranen Bros. Motorsport | 29               |
| 11e        | Adam Kout          | République tchèque | Krenek Motorsport         | 29               |
| 12e        | Hugo Valente       | France             | Tech 1 Racing             | 28               |
| 13e        | André Negrão       | Brésil             | Cram Competition          | 25               |
| 14e        | Karl-Oscar Liiv    | Estonie            | MP Motorsport             | 22               |
| 15e        | Miki Weckström     | Finlande           | Koiranen Bros. Motorsport | 21               |
| 16e        | Miguel Otegui      | Espagne            | Epsilon Euskadi           | 21               |
| 17e        | Daniel Mancinelli  | Italie             | One Racing                | 14               |
| 18e        | Sandro Lukovic     | Autriche           | Interwetten Junior Team   | 6                |
| 19e        | Brice Bosi         | Luxembourg         | Boetti Racing Team        | 6                |
| 20e        | Jordan Oakes       | Royaume-Uni        | One Racing                | 5                |
| 21e        | Henrique Martins   | Brésil             | Cram Competition          | 3                |
| 22e        | Kalle Kulmanen     | Finlande           | MP Motorsport             | 3                |
| 23e        | Jakub Knoll        | République tchèque | Krenek Motorsport         | 2                |
| 24e        | Craig Reiff        | Allemagne          | Interwetten Junior Team   | 1                |

## Classement des écuries
| Classement | Équipe                             | Pays               | Nombre de points |
| ---------- | ---------------------------------- | ------------------ | ---------------- |
| 1er        | Tech 1 Racing                      | France             | 224              |
| 2e         | Koiranen Motorsport                | Finlande           | 211              |
| 3e         | Interwetten.com Racing Junior Team | Autriche           | 131              |
| 4e         | EPIC Racing                        | Espagne            | 113              |
| 5e         | MP Motorsport                      | Pays-Bas           | 72               |
| 6e         | Krenek Motorsport                  | République tchèque | 31               |
| 7e         | Cram Competition                   | Italie             | 28               |
| 8e         | One Racing                         | Italie             | 19               |
| 9e         | Boetti Racing Team                 | France             | 6                |